# EMD SD40-2
Az EMD SD40-2 egy amerikai 6 tengelyes dízelmozdony. A legnagyobb darabszámban gyártott és a legnagyobb darabszámban üzemelő mozdonytípus a világon.

## Eredeti üzemeltetők
| Eredeti üzemeltető                           | Darabszám                                    | Pályaszám                                                                                               | Megjegyzés                                   |
| Az Amerikai Egyesült Államok vasúttársaságai | Az Amerikai Egyesült Államok vasúttársaságai | Az Amerikai Egyesült Államok vasúttársaságai                                                            | Az Amerikai Egyesült Államok vasúttársaságai |
| -------------------------------------------- | -------------------------------------------- | --- | -------------------------------------------- |
| Atchison, Topeka and Santa Fe Railway        | 187                                          | 5020–5192, 5200–5213                                                                                    |                                              |
| Burlington Northern Railroad                 | 779                                          | 900–925, 930–961, 980, 996, 6325–6385, 6700–6799, 6824–6836, 6917–6928, 7000–7291, 7832–7940, 8000–8181 |                                              |
| Baltimore and Ohio Railroad                  | 20                                           | 7600–7619                                                                                               | Jelenleg a CSX Transportationnél             |
| Chicago and North Western Railway            | 135                                          | 6801–6935                                                                                               | Jelenleg a Union Pacific Railroadnál         |
| Conrail                                      | 167                                          | 6358–6524                                                                                               |                                              |
| Clinchfield Railroad                         | 5                                            | 8127–8132                                                                                               | Jelenleg a CSX Transportationnél             |
| Illinois Central Gulf Railroad               | 4                                            | 6030–6033                                                                                               |                                              |
| Kennecott Utah Copper Corporation            | 7                                            | 101–107                                                                                                 |                                              |
| Kansas City Southern Railway                 | 46                                           | 647–692                                                                                                 |                                              |
| Louisville and Nashville Railroad            | 191                                          | 1259–1278, 3554–3612, 8000–8039, 8067–8086, 8095–8126, 8133–8162                                        | Jelenleg a CSX Transportationnél             |
| Milwaukee Road                               | 90                                           | 21–30, 171–209, 3000–3040                                                                               |                                              |
| Missouri-Kansas-Texas Railroad               | 37                                           | 600–636                                                                                                 | Jelenleg a Union Pacific Railroadnál         |
| Missouri Pacific Railroad                    | 306                                          | 790–838, 3139–3321, 6020–6073                                                                           | Jelenleg a Union Pacific Railroadnál         |
| Norfolk and Western Railway                  | 162                                          | 1625–1652, 6073–6207                                                                                    |                                              |
| Oneida and Western Railroad                  | 8                                            | 9950–9957                                                                                               |                                              |
| Chicago, Rock Island and Pacific Railroad    | 10                                           | 4790–4799                                                                                               |                                              |
| Seaboard Coast Line Railroad                 | 54                                           | 8040–8066, 8087–8094, 8133–8161                                                                         | Jelenleg a CSX Transportationnél             |
| St. Louis-San Francisco Railway              | 8                                            | 950–957                                                                                                 |                                              |
| Soo Line Railroad                            | 57                                           | 757–789, 6600–6623                                                                                      |                                              |
| Southern Railway                             | 128                                          | 3201–3328                                                                                               |                                              |
| Union Pacific Railroad                       | 686                                          | 3123–3239, 3243–3304, 3335–3399, 3410–3583, 3609–3808, 8000–8002, 8035–8099                             |                                              |
| Kanadai vasúttársaságok                      |                                              | |                                              |
| Algoma Central Railway                       | 6                                            | 183–188                                                                                                 |                                              |
| BC Rail                                      | 17                                           | 751–767                                                                                                 |                                              |
| Canadian Pacific Railway                     | 484                                          | 5560, 5565–5879, 5900–6069                                                                              |                                              |
| Ontario Northland Railway                    | 8                                            | 1730–1737                                                                                               |                                              |
| Quebec, North Shore and Labrador Railroad    | 44                                           | 221–264                                                                                                 |                                              |
| Export                                       |                                              | |                                              |
| Boke Project (Guinea)                        | 3                                            | 107–109                                                                                                 |                                              |
| Ferrocarriles Unidos del Sureste (Mexikó)    | 4                                            | 601–604                                                                                                 |                                              |
| Ferrocarriles Nacionales de Mexico           | 103                                          | 8700–8798, 13001–13004                                                                                  |                                              |